# Dioncounda Traoré
Dioncounda Traoré (Kati, 23 febbraio 1942) è un politico maliano.

## Biografia
Nominato nel 1992 ministro del Lavoro e nel 1993 ministro della Difesa, fu ministro degli Esteri del Mali dal 1994 al 1997.
Presidente del parlamento dal 2007 al 2012, divenne Presidente del Mali ad interim dal 12 aprile 2012 al settembre 2013, designato dalla giunta militare.